# Тібілов Гоча Казбекович
Гоча Казбекович Тібілов (нар. 16 серпня 1966, Руставі) — український футболіст, що грав на позиції нападника. Відомий за виступами у вищоліговому клубі «Волинь», а також у клубах нижчих ліг «Прикарпаття» (Івано-Франківськ) та «Покуття».

## Клубна кар'єра
Гоча Тібілов народився в Грузії, а свою футбольну кар'єру розпочав у команді колективу фізкультури «Локомотив» із Тбілісі. За кілька років футболіст перебрався до України, і у 1988 році дебютував у складі івано-франківського «Прикарпаття», яке на той час грало у другій союзній лізі. У 1989 році уперше розпочав виступи за аматорське коломийське «Покуття», у 1990 році нетривалий час знову грав за івано-франківський клуб, після чого повернувся до коломийського клубу, де грав до 1992 року, та був одним із кращих його бомбардирів. На початку сезону 1992—1993 року Тібілов отримав запрошення до команди вищої української ліги «Волинь». Проте у луцькому клубі футболіст зіграв лише 3 матчі в чемпіонаті України, в яких, щоправда, відзначився 3 забитими м'ячами, та в одному матчі Кубка України, та повернувся до «Покуття», із яким встиг перемогти у фіналі кубка області в 1993 році. Футболіст грав у коломийському клубі до закінчення сезону 1996—1997 років, в якому «Покуття» грало в другій українській лізі, після чого завершив виступи на футбольних полях.